# Kielanodon
Kielanodon – rodzaj wymarłego ssaka. Jego szczątki znaleziono w górnojurajskich skałach na terenie Portugalii. Był względnie niewielkim członkiem również wymarłego rzędu wieloguzkowców, w obrębie którego umieszcza się go w obrębie podrzędu Plagiaulacida i rodziny Paulchoffatiidae.
Rodzajowi nadano nazwę Kielanodon. Dokonał tego Hahn w 1987. Oznacza ona „ząb Kielan” i honoruje profesor Zofię Kielan-Jaworowską. Hahn wyróżnił w tym rodzaju gatunek Kielanodon hopsoni, znany ze skamielin pochodzących z kimerydzkiej warstwy z Guimarota w Portugalii. Zidentyfikowano go na podstawie trzech szczęk.